# Lambeth (borough)
Lambeth (London Borough of Lambeth) is een Engels district of borough in de regio Groot-Londen, gelegen in het zuiden van de metropool. De borough telt 324.048 inwoners. De oppervlakte bedraagt 27 km². Hoofdplaats is Lambeth.
Van de bevolking is 9,2% ouder dan 65 jaar. De werkloosheid bedraagt 6,1% van de beroepsbevolking (cijfers volkstelling 2001).

## Geboren
- Romain Esse (13 mei 2005), voetballer

## Wijken in Lambeth
- Brixton
- Clapham
- Herne Hill
- Kennington
- Lambeth
- Stockwell
- Streatham
- Tulse Hill
- West Norwood